# نفقات رأسمالية

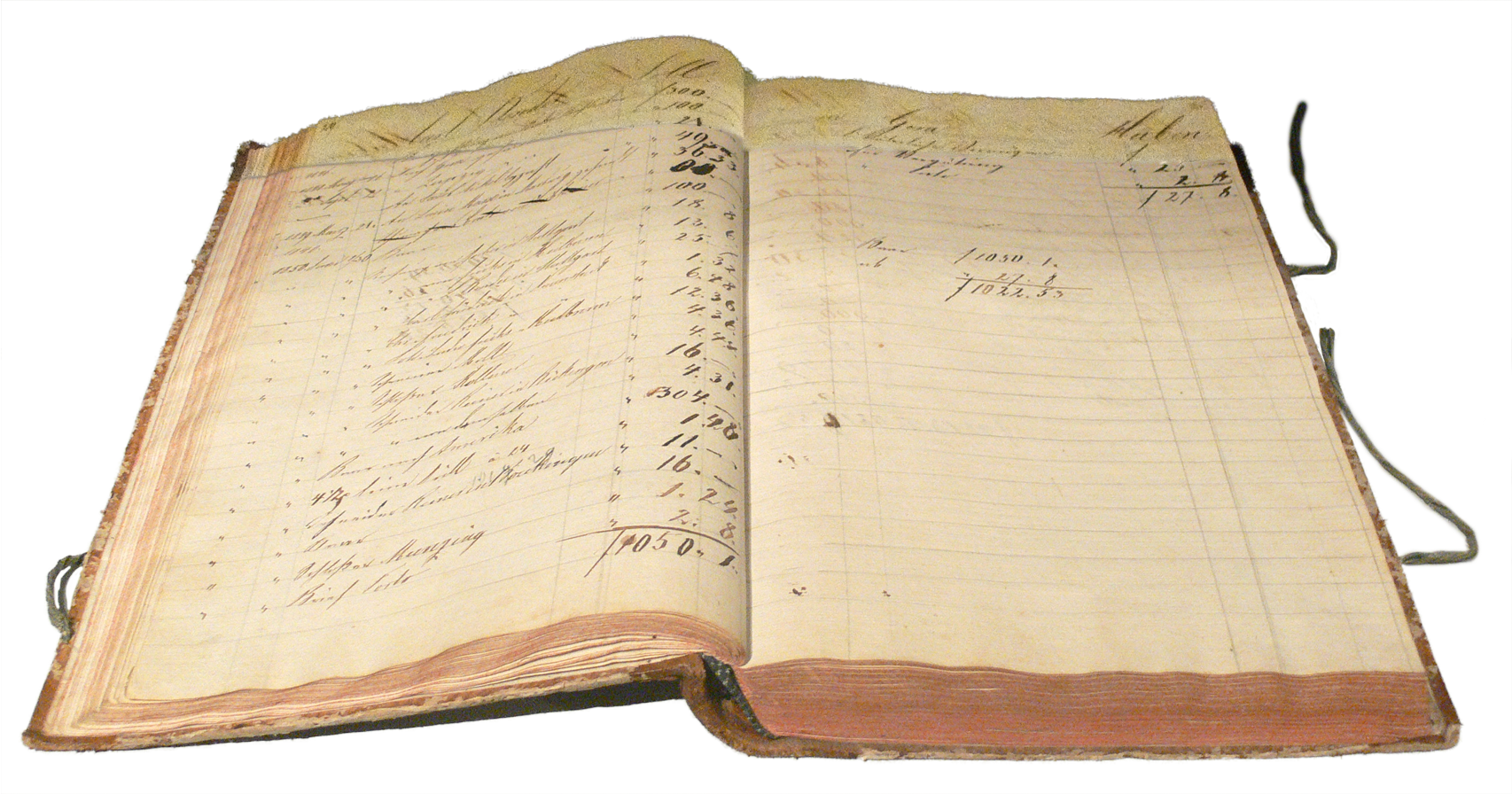

النفقات الرأسمالية (النفقات الرأسمالية أو الانفاق الرأسمالي ، ويطلق عليها اختصارا بالانجليزية مصطلح CAPEX ) هي نفقات من أجل الاستحقاقات المقبلة. والنفقات الرأسمالية هي التي تتكبدها المؤسسات التجارية إما لشراء أصول ثابتة أو أن تضيف إلى قيمة الموجودات الثابتة القائمة مع الحياة المفيدة التي تمتد إلى ما بعد السنة الضريبية. المصروفات الرأسمالية المستخدمة من قبل شركة لامتلاك أو تطوير الموجودات المادية مثل المعدات، الممتلكات، أو الصناعية بناء. في المحاسبة، والنفقات الرأسمالية يضاف إلى حساب الأصول («رسملة»)، وبالتالي زيادة في أساس الأصول (تكلفة أو قيمة أحد الأصول على النحو الذي عدلته لأغراض ضريبية). الانفاق الرأسمالي هو شائع على بيان التدفقات النقدية بأنها «الاستثمار في المصانع والمعدات والممتلكات»، أو شيئا من هذا القبيل في الفرع الاستثمار.
للأغراض الضريبية، والنفقات الرأسمالية هي التكاليف التي لا يمكن أن تحسم في السنة التي تدفع أو التي تكبدتها، وينبغي استثمارها. والقاعدة العامة هي أنه إذا كانت الملكية قد اكتسبت حياة مفيدة وقتا أطول من السنة الضريبية، يجب أن تكون تكلفة رأس المال. العاصمة تكاليف النفقات ثم يتم استهلاكها أو استهلكت على مدى العمر للأصل في المسألة. كما ذكر أعلاه، النفقات الرأسمالية، أو إنشاء أساس إضافة إلى الأصول أو الممتلكات، والتي عدلت مرة واحدة، وسوف تحديد المسؤولية الضريبية في حالة بيع أو نقل. في الولايات المتحدة، قانون الإيرادات الداخلية § § 263 و 263A اتفاق على نطاق واسع مع متطلبات الرسملة والاستثناءات.
المدرجة في النفقات الرأسمالية هي المبالغ التي أنفقت على ما يلي:
1. حيازة الأصول الثابتة
2. تحديد مشاكل مع أحد الأصول التي كانت موجودة قبل اقتناء
3. إعداد الأصول لاستخدامها في الأعمال التجارية
4. التكاليف القانونية لإنشاء أو الحفاظ على حق الفرد في التملك في قطعة من الممتلكات
5. استعادة الممتلكات أو تكييفه لاستخدام جديدة أو مختلفة
6. بدء أعمال تجارية جديدة

سؤال الجارية للمحاسبة على أي شركة هو ما إذا كانت بعض النفقات يجب أن يكون تكبير أو صرفها. التكاليف التي صرفت في شهر معين لمجرد الظهور على البيان المالي من حيث التكلفة التي تم تكبدها في ذلك الشهر. التكاليف التي يتم رسملتها، ومع ذلك، يتم استهلاكها على مدى سنوات متعددة. المصروفات الرأسمالية تظهر في الميزانية العمومية. معظم النفقات التجارية العادية بشكل واضح إما expensable أو capitalizable ، ولكن بعض النفقات يمكن أن تكون المعالجة سواء السبيل، وفقا لتفضيل للشركة.
النظير من النفقات الرأسمالية والنفقات التشغيلية («النفقات التشغيلية»).

## روابط إضافية
- النفقات الرأسمالية -- النفقات الرأسمالية